# Transpeptidasi
La transpeptidasi è un enzima batterico responsabile della formazione dei legami crociati, che si formano per rafforzare la struttura del peptidoglicano, una molecola presente nella parete cellulare dei batteri Gram-positivi e in minima parte nella parete dei batteri Gram-negativi.

## Significato clinico
Si tratta dell'enzima bersaglio dei β--lattamici.